# Slåttsjön, Hälsingland
Slåttsjön är en sjö i Bollnäs kommun i Hälsingland och ingår i Ljusnans huvudavrinningsområde. Sjön har en area på 0,085 kvadratkilometer och ligger 156,1 meter över havet.

## Delavrinningsområde
Slåttsjön ingår i det delavrinningsområde (679480-152131) som SMHI kallar för Inloppet i Slåttsjön. Medelhöjden är 180 meter över havet och ytan är 1,33 kvadratkilometer. Det finns ett avrinningsområde uppströms, och räknas det in blir den ackumulerade arean 11,57 kvadratkilometer. Vattendraget som avvattnar avrinningsområdet har biflödesordning 4, vilket innebär att vattnet flödar genom totalt 4 vattendrag innan det når havet efter 63 kilometer. Avrinningsområdet består mestadels av skog (82 procent) och sankmarker (11 procent). Avrinningsområdet har 0,05 kvadratkilometer vattenytor vilket ger det en sjöprocent på 3,5 procent.